# Голіна Володимир Васильович
Голіна Володимир Васильович (нар. 28 липня 1935, Глобине, Україна) — завідувач кафедри кримінології та кримінально-виконавчого права Національного юридичного університету імені Ярослава Мудрого, доктор юридичних наук, професор, член-кореспондент Національної академії правових наук України, заслужений діяч науки і техніки України (2004), нагороджений Почесною грамотою Кабінету Міністрів України (2004), медаллю «Ветеран праці» (1993), Лауреат Державної премії України в галузі науки і техніки (2011).

## Життєпис
У 1959 р. закінчив юридичний факультет Ленінградського університету ім. О. О. Жданова (нині — Санкт-Петербурзький державний університет).
З 1959 р.— слідчий, старший слідчий Петроградського та Ленінського райвідділів міліції м. Ленінграда.
З 1961 р. — адвокат, член президії Полтавської обласної колегії адвокатів (м. Кременчук), з 1969 р. — аспірант кафедри кримінального права Харківського юридичного інституту (нині —Національний юридичний університет імені Ярослава Мудрого), з 1972 р. — асистент, старший викладач, доцент, професор, а з 1996 р. — завідувач кафедри кримінології і кримінально-виконавчого права Національної юридичної академії України імені Ярослава Мудрого. Завідувач сектору попередження злочинності неповнолітніх і молоді Інституту вивчення проблем злочинності Академії правових наук України. 

## Наукові звання
У 1972 р. В. Голіна захистив кандидатську дисертацію на тему «Погашення та зняття судимості за радянським кримінальним правом» (науковий керівник В.С. Трахтеров), у 1994 р. — дисертацію на здобуття наукового ступеня доктора юридичних наук на тему «Спеціально-кримінологічне попередження злочинності теорія і практика)». 
Вчений ступінь доктора юридичних наук йому присуджено у 1994 р., вчене звання професора присвоєно у 1997 р. 
Обраний членом — кореспондентом Академії правових наук України (нині — Національна академія правових наук України) у 2002 р.

## Напрями наукових досліджень
- розробка кримінологічних і кримінально-правових проблем спеціально кримінологічного попередження злочинів,
- попередження насильницьких злочинів проти особи,
- попередження насильства в сім'ї,
- злочинність неповнолітніх,
- бандитизм, судимість, віктимологія.

## Наукові праці
Опублікував понад 180 наукових праць, серед яких:
- «Погашение и снятие судимости по советскому уголовному праву»(1979),
- «Работа органов внутренних дел, суда и прокуратуры по предупреждению преступности» (1981),
- «Криминологическая профилактика, предотвращение и пресечение преступлений» (1989),
- «Попередження злочинності правоохоронними органами» (1991),
- «Специально-криминологическое предупреждение преступлений» (1992),
- «Попередження тяжких насильницьких злочинів проти життя й здоров'я особи» (1997),
- «Злочинності — організовану протидію» (1998),
- «Сучасні проблеми насильницької злочинності проти особи і її попередження» (у співавторстві,1999),
- «Злочини проти особистої волі людини та їх попередження» (2002),
- «Кримінологія: Загальна та Особлива частини» (у співавторстві, 2003,2009),
- «Кримінологічні та кримінально — правові проблеми боротьби з бандитизмом» (2004),
- «Судимість» (2006),
- «Кримінологічні проблеми попередження злочинності неповнолітніх у великому місті: досвід конкретно-соціологічного дослідження» (2006),
- «Курс лекцій з кримінології» (2006),
- «Запобігання злочинності в Україні» (у співавторстві, 2007),
- «Потерпілий від злочину (міждисциплінарне правове дослідження)» (у співавторстві, 2008);
- «Правова система України: історія, стан та перспективи», т. 5 (у співавторстві, 2008).